# Po' boy
Il po' boy (anche riportato con la grafia po-boy e po boy) è un sandwich tradizionale della Louisiana (Stati Uniti d'America) a base di roast beef o pesce fritto.

## Etimologia
L'origine del nome, che sarebbe una contrazione di poor boy, ovvero povero ragazzo,  è sconosciuta. Una teoria nota a New Orleans vuole che il nome fosse stato coniato in un ristorante di New Orleans di proprietà di Benny e Clovis Martin (originario di Raceland, Louisiana), ex conduttori di tram. Nel 1929, durante uno sciopero di quattro mesi contro la compagnia del tram per cui lavoravano, i fratelli Martin servirono i loro ex colleghi con panini gratuiti. Gli operai del ristorante dei Martins si riferivano scherzosamente agli scioperanti come "poveri ragazzi", ovvero "po' boys", termine che sarebbe stato usato per identificare i panini.
Tale teoria venne più tardi smentita da uno storico di New Orleans, il quale riteneva che la vicenda non fosse mai stata documentata dalla stampa locale fino a 40 anni dopo lo sciopero. Lo stesso storico affermò che, prima del 1969 i due fratelli Martin avrebbero creato il po' boy per agricoltori, lavoratori portuali e altri "ragazzi poveri" che frequentavano la loro posizione originale vicino al mercato francese (I fratelli Martin scrissero una lettera, ristampata sui giornali locali nel 1929, promettendo di dare da mangiare agli operai del tram, ma riferendosi al "nostro pasto" e senza menzionare i panini).

## Preparazione
Oltre al roast beef, che è stato l'ingrediente principale del po' boy  il ripieno può contenere più tipi di fritto fra cui carne di gamberetti, pesce gatto, gamberi, salsiccia piccante, pollo fritto, prosciutto cotto, anatra e coniglio. Il panino della Louisiana può anche contenere una farcitura di lattuga, pomodoro, sottaceti, salsa gravy e maionese mentre, quando è a base di pesce, il po' boy presenta normalmente del burro fuso e dei cetrioli sottaceto. La salsa piccante in stile Louisiana è considerata facoltativa. Solitamente, il po' boy viene racchiuso fra due fette di baguette di New Orleans.